# Израильско-мьянманские отношения
Израильско-мьянманские отношения — двусторонние отношения между Израилем и Мьянмой. Оба государства установили дипломатические отношения в 1953 году. У Израиля есть посольство в Янгоне, а у Мьянмы есть посольство в Тель-Авиве. У еврейского государства долгая история дружбы с Мьянмой, которая стала одним из первых государств в Азии, признавших независимость и установивших дипломатические отношения с молодым государством. Две страны тесно сотрудничают, особенно в отрасли сельского хозяйства и образования.

## История
Бирманский премьер-министр У Ну был первым иностранным лидером, который посетил Израиль в 1955 году. В этом же году он обратился к советскому руководству с просьбой разрешить евреям СССР эмигрировать в Израиль.
Израильский премьер-министр Давид Бен-Гурион посетил Янгон в 1961 году с ответным визитом.
Израиль поддерживал дружественные отношения с Мьянмой даже при предыдущем режиме военной хунты. Однако, несмотря на близкие связи Израиля с бирманской военной хунтой, Израиль также выражал поддержку демократическому активисту Аун Сан Су Чжи несколько раз.
В 2008 года Израиль оказал гуманитарную помощь Мьянме, пострадавшей в результате действий циклона Наргис.
Генерал Мин Аунг Хланг посетил Израиль в 2015 году для укрепления двусторонних связей между двумя странами.
Новый посол Мьянмы вручил свои вверительные грамоты президенту Реувену Ривлину в августе 2016 года. Дочь посла посещает Междисциплинарный центр в Герцлии и является первым бирманским студентом на кампусе.
Нынешный израильский посол в Мьянме — Даниэль Зоншайн. У него взяло интервью местное интернет издание в 2016 году, он описал связи между Израилем и Мьянмой как «хорошие и дружественные, с потенциалом стать ещё лучше и дружелюбнее».
В феврале 2019 года на фоне острой критике властей Мьянмы из-за гонений представителей народности рохинджа, Израиль оставался «верным другом» этого государства, ни в чём не ослабляя свои с ним отношения. По этой причине Израиль критиковали, в том числе из-за поставок вооружений мьянмарскому правительству, которое могло использовать их для геноцида рожинджа.
В ноябре 2019 года Ронен Гилор, израильский посол в Мьянме, высказал поддержку этой стране во время заседания международного суда ООН в Гааге по делу о геноциде народа рохинджа. Вскоре после запросов СМИ в израильский МИД записи в твиттере были удалены, однако, об этом событии сообщали многие издания.

## Сотрудничество

### Военная сфера, оборона и безопасность
Израиль несмотря на американское и европейское эмбарго поставлял Мьянме оружие, и прекратил это делать только в 2017 году по решению верховного суда. В сентябре 2023 года стало известно, что Израиль продолжал поставки вооружений Мьянме «как минимум до начала 2022 года», несмотря на международное эмбарго на поставки оружия в эту страну, а также несмотря на решение Высшего суда справедливости Израиля от 2017 года.
В июне 2019 года мьянмарские официальные лица посетили выставку вооружений в Тель-Авиве, несмотря на то, что Израиль официально не мог больше поставлять их в эту азиатскую страну.

### Образование
Мьянмарские студенты обучались в Израиле в рамках программ МАШАВ, в особенности по специальности «сельское хозяйство».

## Список посланников

### Послы Израиля в Мьянме
- Ronen Gilor

## Евреи в Мьянме
Когда страна была британской колонией, в ней процветала еврейская община, состоявшая из нескольких тысяч человек. В 1854 году они основали синагогу «Машмиа Ешуа» в Янгоне и перестроили её в 1896 году. После японской бомбардировки Янгона на рождество 1941 года, власть британцев закончилась и многие бирманские евреи бежали в Индию, из которой так и не вернулись. Вторая волна еврейской эмиграции из стран случилась в 1962 году после военного переворота и установления диктатуры — военные национализировали все бизнесы в стране. В 2006 году была основана туристическая компания «Myanmar Shalom», которая возила экскурсии по стране, показывая местные достопримечательности, буддистские храмы, мечети и единственную синагогу и еврейское кладбище.
Антисемитизма в стране практически нет, евреи проживают в Мьянме бок о бок с буддистами и мусульманами без эксцессов.